# Vigo Challenger 1983
Il Vigo Challenger 1983 è stato un torneo di tennis facente parte della categoria ATP Challenger Series nell'ambito dell'ATP Challenger Series 1983. Il torneo si è giocato a Vigo in Spagna dal 22 al 28 agosto 1983 su campi in terra rossa.

## Vincitori

### Singolare
Henri De Wet ha battuto in finale  Pender Murphy con il punteggio di 1–6, 6–3, 6–3

### Doppio
Lorenzo Fargas /  Gabriel Urpi hanno battuto in finale  Iván Camus /  Raúl Viver con il punteggio di 6–4, 4–6, 6–2